# 6488 Drebach
6488 Drebach este un asteroid din centura principală de asteroizi.

## Descriere
6488 Drebach este un asteroid din centura principală de asteroizi. A fost descoperit pe 10 aprilie 1991 la Tautenburg de Freimut Börngen. El prezintă o orbită caracterizată de o semiaxă mare de 2,49 ua, o excentricitate de 0,09 și o înclinație de 11,8° în raport cu ecliptica.